# Apocalypse
«Apocalypse»  — перший міні-альбом американського симфо-павер-метал-гурту HolyHell. Реліз відбувся 23 березня 2007. В альбомі містяться пісні, які гурт виконував під час свого першого концерту на фестивалі Magic Circle Festival 2007, включаючи кавер-версію пісні гурту Iron Maiden — «Phantom of the Opera», виконану у дуеті із вокалістом гурту Manowar Еріком Адамсом.

## Список композицій
| #  | Назва                                 | Тривалість |
| -- | ------------------------------------- | ---------- |
| 1. | «Apocalypse»                          | 4:06       |
| 2. | «Resurrection»                        | 6:30       |
| 3. | «Phantom of Opera» (концертна версія) | 6:12       |
| 4. | «Last Vision»                         | 5:41       |

## Учасники запису
- Марія Бріон — вокал
- Ерік Адамс — вокал у треку "Phantom of Opera"
- Джо Стамп — гітари
- Том Гесс — гітари
- Джей Рігні — бас-гітара
- Ріно — ударні
- Франсиско Паломо — клавіші